# Dorosziwka (obwód charkowski)
Dorosziwka (ukr. Дорошівка) – wieś na Ukrainie, w obwodzie charkowskim, w rejonie kupiańskim, w hromadzie Kindrasziwka. W 2001 liczyła 30 mieszkańców.